# 吉見正賴
吉見正賴（1513年—1588年6月15日，即永正十年－天正十六年五月廿二日)，日本戰國時代至安土桃山時代武將。石見國豪族石見吉見氏的家督，三本松城主，毛利十八將之一。吉見賴興之子。

## 出身
石見吉見氏的先祖是鎌倉幕府初代將軍源賴朝的弟弟源範賴，所以正賴的血統屬於清和源氏支流。

## 生平
正頼於永正十年（1513年）出生，是吉見頼興的第五子。正賴最初於石見國津和野的興源寺出家為僧，但在天文九年（1540年）石見吉見氏原來的家督──正賴之兄吉見隆賴不幸去世，因此正賴還俗繼承家督，並迎娶了隆頼的正室——大宮姬（大內氏家督大內義隆之姐）。據說正賴是一位清廉且正直的人，深受義隆賞識，是義隆任內最後兩次對明朝貢的主要官方負責人。
天文二十年（1551年）九月，大內氏發生內亂，義隆重臣陶隆房發動政變，義隆被迫自盡（大寧寺之變）。石見吉見氏鄰近的益田氏和陶氏擁有姻親關係，所以益田氏家督益田藤兼也參與了大寧寺之變，這引起了正賴的不安。同年石見吉見氏和益田氏爆發了戰爭，因益田氏得陶氏之助，石見吉見氏不敵益田氏而戰敗。即便如此，正賴依然舉起反陶晴賢（陶隆房迎立大內義長之後改名）的大旗，並號召各地原臣服大內氏的豪族為義隆報仇。安藝的毛利元就便藉此機會秘密聯絡正賴。天文二十三年（1554年），陶晴賢聯合益田氏發動大軍攻打三本松城，展開長達5個月的籠城戰。正賴最終被迫與陶晴賢締結和約，交出兒子吉見廣賴為人質（三本松城之戰）。
翌年，陶晴賢敗於嚴島之戰而自盡。毛利元就聯合正賴展開防長經略，攻擊大內氏的領地山口，掃除來自長門國阿武郡渡川城的大内軍（野上忠房軍），將之迫回山口北部的宮野口，山口最終陥落。正賴也出兵包圍益田藤兼守備的七尾城，逼使益田氏向毛利氏臣服。弘治三年（1557年），大內氏末代家督大內義長於且山城自盡，宣告大內氏滅亡。正賴成為毛利元就的家臣，領有石見國吉賀郡、長門國阿武郡、厚東郡及周防國佐波郡，元就同樣地信賴正賴的清廉的性格。
天正十年（1582年），正賴將家督讓給兒子廣賴，並隱居於長門阿武郡的指月城。天正十六年（1588年），正賴於該地逝世，享年76歲。